# Гомес, Габриэль Хайме
Габриэ́ль Ха́йме Го́мес Харами́льо (исп. Gabriel Jaime Gómez Jaramillo; род. 8 декабря 1959, Медельин) — колумбийский футболист и футбольный тренер. Прозвище, которое сделало его известным в мире футбола, дал ему дед, Габриэль Хайме, так как, будучи ребёнком, он часто капризничал, был беспокойный и драчливый.

## Биография
Как профессиональный игрок он играл в «Мильонариосе», «Атлетико Насьональ» и «Индепендьенте Медельин». В Колумбии Габриэль в период между 1987 и 1994 годами несколько раз признавался лучшим игроком местного футбола. Рядом с ним всегда был его брат, помощника тренера, а в дальнейшем и сам тренер, Эрнан Дарио Гомес («Bolillo»), перед Чемпионатом мира 1994 года тренеру сборной, Франсиско Матуране угрожали расправой, если он не возьмёт Гомеса в Соединённые Штаты. В результате он сыграл на двух Чемпионатах мира (он также был в составе сборной на Чемпионате мира 1990).
Он начал свою тренерскую карьеру с «Энвигадо», с которым проработал год, прежде чем перейти в «Атлетико Насьональ», команду, с которой он выиграл свой единственный титул в качестве тренера, Кубок Мерконорте 1998 года. Потом он перешёл в «Унион Магдалена», с которым случилось понижение в классе в 1999 году. Следующими клубами были «Депортиво Кито» в Эквадоре и венесуэлский «Каракас». Он вернулся в Колумбию, чтобы тренировать «Атлетико Букараманга», но не смог поднять команду с дна турнирной таблицы. Он также работал в качестве помощника у своего брата в сборной Эквадора в плей-офф Чемпионата мира 2002 года, а позже в сборной Гватемалы.
Он тренировал «Атлетико Насьональ» во второй половине 2008 года, но был уволен в августе того же года из-за слабых результатов, его заменил Хосе Санта.